# 新オスマン主義
新オスマン主義（土: Yeni Osmanlıcılık, 英: Neo-Ottomanism）または新オスマン帝国主義は、 その最も広い意味で、かつてオスマン帝国が支配するか影響力を及ぼした中近東などに、現代のトルコ共和国の政治的・外交的関与を広げようという政治的イデオロギーである。さらに最近では、トルコの中にオスマン時代の文化と伝統を復活させようという動きに関連している。新トルコ帝国主義（new Turkish imperialism）ともいう。
この言葉は1974年、トルコのキプロス侵攻後にギリシャ人によって使用された。
21世紀では、この用語は、オスマン帝国の伝統と文化の復活は与党である公正発展党の上昇とともにやってきたトルコの政治の国内傾向を意味するようになっている。公正発展党によるイデオロギーの使用は主に、現代トルコの世俗と共和党の資格情報を使用して問題を引き起こした国内社会政策におけるオスマン文化のより大きな影響を支えてきた。
公正発展党政権を率いるレジェップ・タイイップ・エルドアン大統領は「我々はオスマン帝国の子孫だ。セルジューク朝、オスマン帝国の歴史はトルコの誇りだ」と発言している。エルドアン大統領は、かつてのオスマン帝国の「皇帝」（スルタン）にも似た「現代の皇帝」を意図していると、ベイルート筋は指摘している。近年の反ヨーロッパ的な愛国主義の底には、帝国への郷愁的感情が根強く存在しているという。